# Willy Skibby
Willy Skibby (født 20. februar 1942 i Stilling) er en dansk tidligere professionel cykelrytter.
Willy Skibby deltog blandt andet ved OL 1976, hvor han kørte linjeløb. I lighed med de øvrige tre danske deltagere og omkring halvdelen af de øvrige startende lykkedes det ham ikke at gennemføre løbet. Han fik desuden tredjepladsen i VM i linjeløbet for amatører i 1966. Han har blandt andet cyklet sammen med skuespilleren Erik Clausen.
Han er far til cykelrytterne Jesper og Karina Skibby.